# Шотель

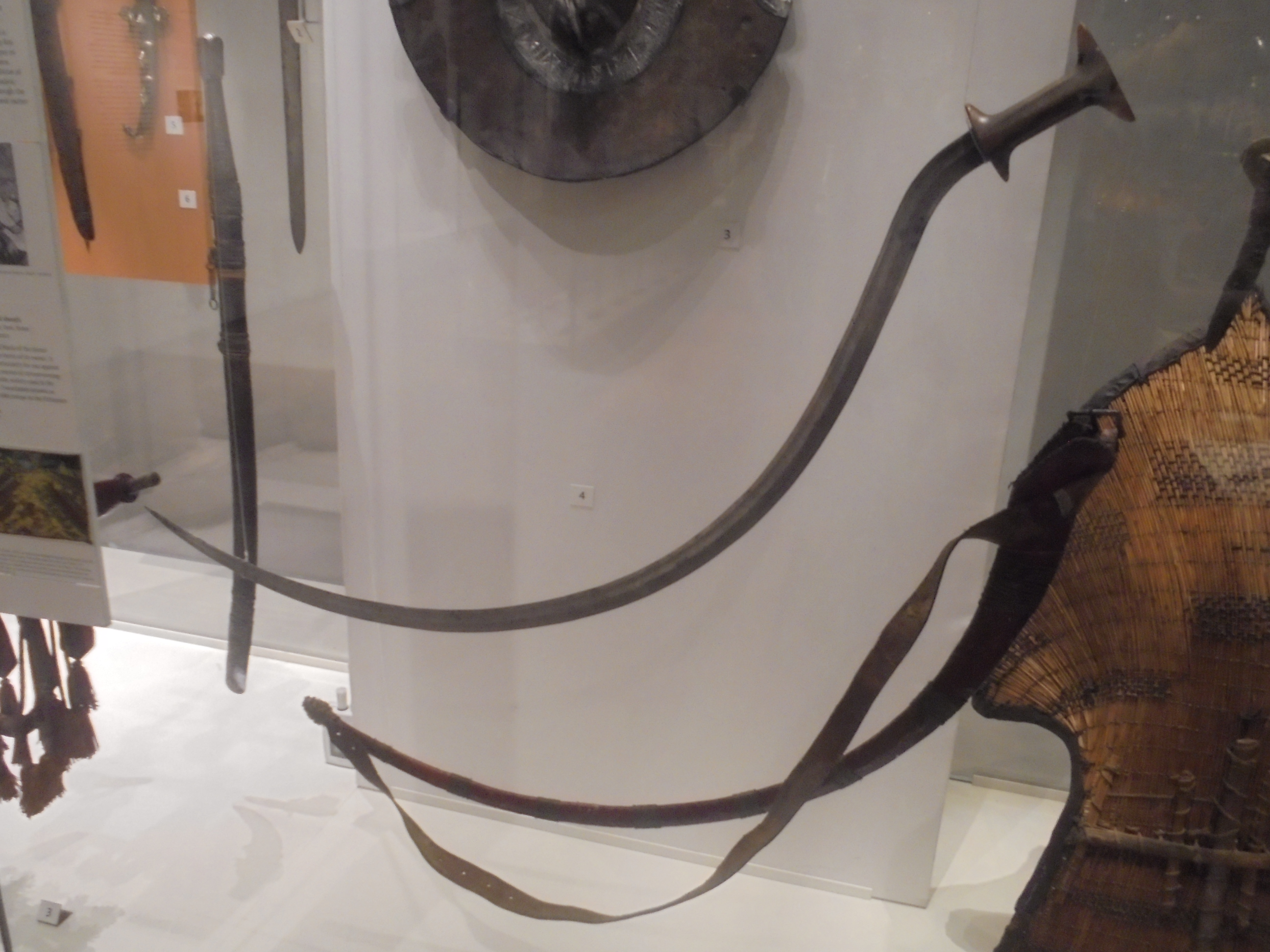
Шотель с ножнами, Британский музей

Шотель — традиционная эфиопская разновидность длинноклинкового оружия.

## Описание
Клинок шотеля достигает длины 90—120 см, имеет серповидную форму; заточка обоюдосторонняя. Лезвия начинаются на расстоянии нескольких сантиметров от рукояти, участок между ними и рукоятью не затачивается. Ширина клинка у рукояти — около 2,5 см, по мере приближения к концу оно сужается, образуя острие.
Рукоять расширяется к обоим концам, овальная в поперечном сечении, изготавливалась из рога носорога или древесины. Навершие рукояти часто украшают; на некоторых экземплярах для навершия использовался быр. Ножны делались из кожи, иногда украшались бархатом и металлическими лентами. На конце некоторых ножен крепится декоративный металлический шар.

## Использование
Основным традиционным оружием как эфиопской пехоты, так и кавалерии, было копьё. Длинноклинковое оружие — в частности, шотель — как правило служило знаком отличия командира или символом статуса богатого и успешного воина. Шотели обычно носили на правом боку. Причина этого, вероятно, заключалась в том, что большие щиты, удерживаемые левой рукой, не позволяли извлекать оружие при подвешивании на левой стороне тела.
Первые европейские авторы, такие как Ричард Фрэнсис Бертон, были невысокого мнения об этом оружии, описывая его как громоздкое и отказывая абиссинцам в искусстве фехтования. Американские оружиеведы Джордж Кэмерон Стоун и Ник Евангелиста также упоминали шотель в негативном ключе.
Вогнутое лезвие шотеля не позволяло наносить обычные для сабли или меча рубящие или колющие удары; вместо этого оружие использовалось для нанесения удара по противнику из-за щита.

## История

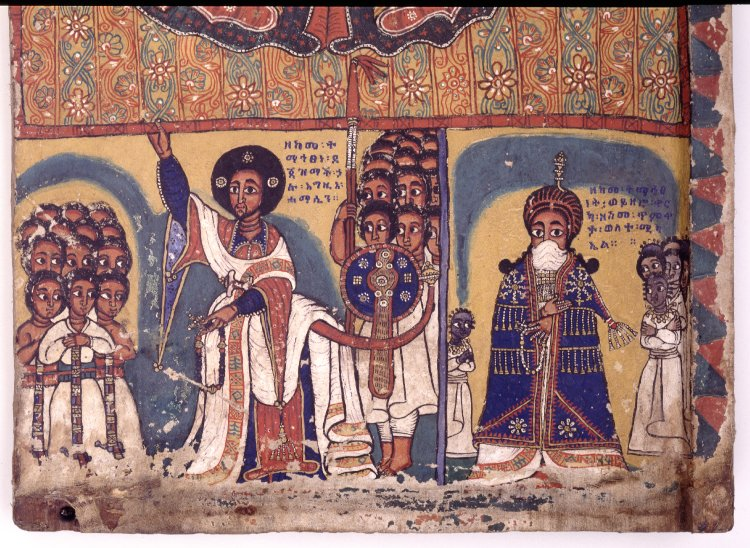
Абиссинское изображение конца XIX века. У мужчины в центре — шотель в ножнах

Согласно Кристоферу Спрингу, слово shotel в европейских источниках впервые упоминается в книге Натаниэля Пирса, опубликованной в 1831 году. Пирс проживал на территории современной провинции Тыграй с 1805 по 1818 год. Уильям Корнуоллис Харрис, который жил в провинции Шоа в 1841—1843 годах, упомянул ножи и длинноклинковое оружие в форме полумесяца в публикации 1844 года. Мэнсфилд Паркинс, который путешествовал по Абиссинии в 1843—1846 годах, описал способ ведения боя шотелем в 1853 году. 
Перед началом итальянского вторжения в Эфиопию в октябре 1935 года, вооружённые силы королевства включали в себя сравнительно немногочисленную императорскую гвардию (10 тыс. человек, прошедших военную подготовку в качестве солдат регулярной армии и вооружённых относительно современным огнестрельным оружием), а также войска провинций (которые формировались по территориальному принципу) и ополчение (отряды местных жителей, сформированные по племенному принципу). Армия испытывала острый недостаток стрелкового оружия, на вооружении находились винтовки нескольких типов, в том числе устаревших образцов, а многие воины были вооружены луками, копьями, арабскими мечами «саиф», национальными мечами «шотэл», саблями и иным холодным оружием. В ходе боевых действий против итальянских войск эфиопская армия понесла тяжёлые потери, 5 мая 1936 итальянские войска заняли столицу страны, а в дальнейшем — оккупировали территорию Эфиопии, которая 1 июня 1936 года была включена в состав колонии «Итальянская Восточная Африка». Итальянские колониальные власти начали разоружение местного населения.
В январе 1941 года британские войска, начавшие наступление с территории Судана вступили в Эфиопию. В дальнейшем, при поддержке со стороны населения Эфиопии они продолжили наступление, 6 апреля 1941 года они заняли Аддис-Абебу, к концу 1941 года итальянские силы были изгнаны с территории Эфиопии. Началось восстановление армии, но традиционное холодное оружие в качестве оружия для военнослужащих уже не использовалось.
В результате, в XX веке этот тип оружия вышел из употребления.
Существует несколько теорий происхождения и эволюции шотеля. В 1884 году Ричард Фрэнсис Бертон утверждал, что шотель произошел от древнеегипетского хопеша. Генри Суэйнсон Каупер возражал против этого в публикации 1906 года, основываясь на том, что у хопеша было одно выпуклое лезвие, а вогнутый обух не затачивался. Каупер также озвучил предположение о том, что оружие, скорее всего, произошло от сельскохозяйственного серпа, который в военное время использовался как оружие. Каупер также связывает происхождение оружия с Нубией и с центральноафриканскими разновидностями серповидного оружия. Дэвид Николь в 1981 году предположил, что шотель, возможно, был заимствован не ранее XVI века из исламских стран.